# Teufelsschlucht
De Teufelsschlucht (vertaald in het Nederlands: de Duivelskloof) is een natuurpark in de Duitse deelstaat Rijnland-Palts.

## Ontstaan
In de laatste IJstijd ontstonden rotsstructuren in het landschap van de Eifel. In die tijd lag de kustzone van de Liaszee op deze plaats. Tussen de rotsen ontstonden smalle spleten met een doorsnede van 1 tot 5 meter, die een wandelpad vormen voor toeristen. De rivier Prüm stroomt in de omgeving van het natuurpark.

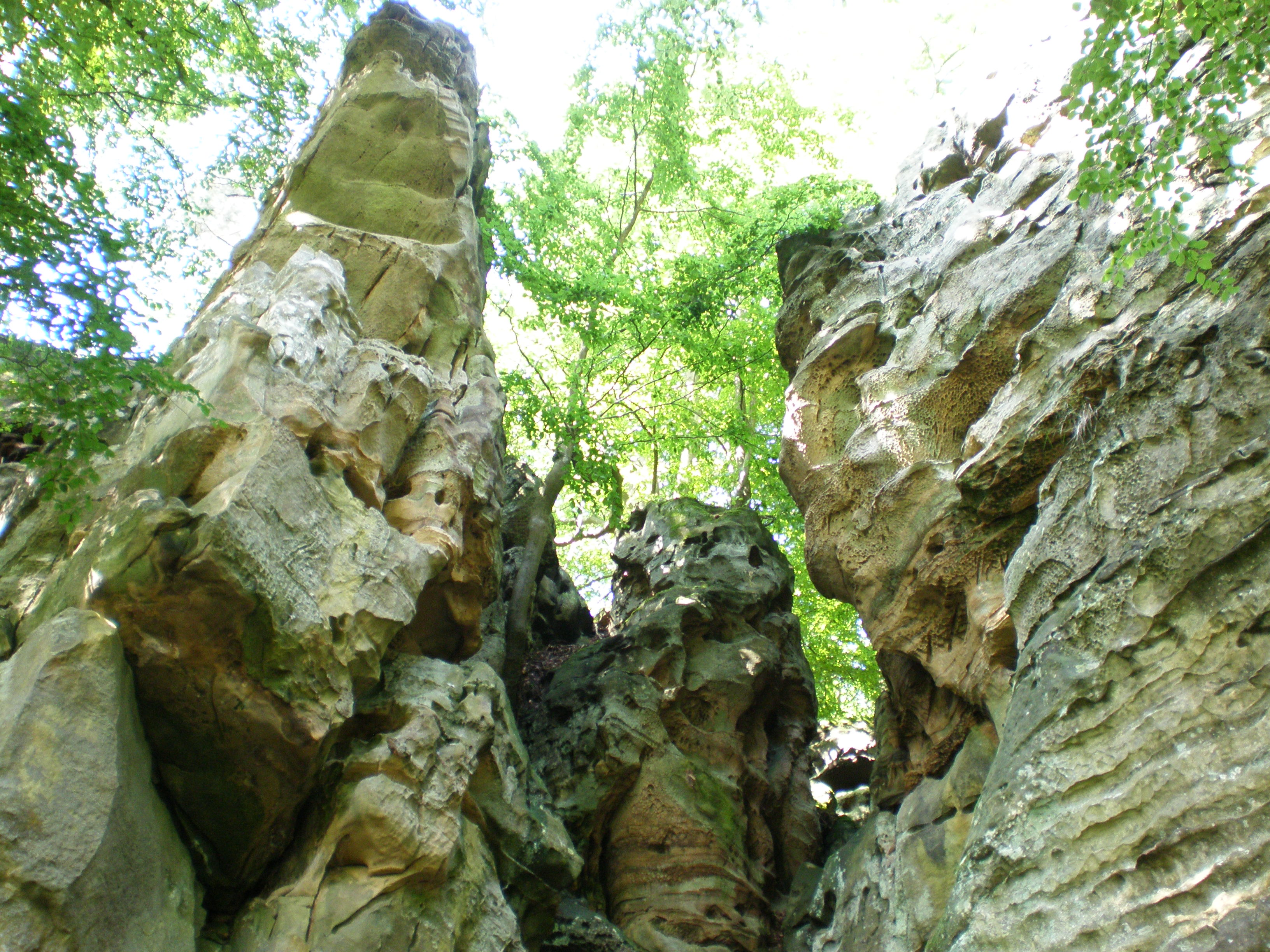
Typische rotsen in de Teufelsschlucht